# Crusaders Strikers Women's Football Club
Il Crusaders Strikers Women's Football Club, indicato semplicemente come Crusaders Strikers, è una squadra di calcio femminile nordirlandese con sede a Newtownabbey. Milita nella Concentix Women's Premier League, il massimo campionato di calcio femminile nordirlandese. Fondato nel 1992, il club ha colori sociali rosso e neri.

## Palmarès
- Campionato nordirlandese: 6

2002, 2003, 2005, 2009, 2010, 2012
- Coppa dell'Irlanda del Nord: 2

2005 - 2011

## Risultati nelle competizioni UEFA
| Stagione | Competizione     | Fase                         | Avversario         | Risultato | Risultato | Risultato |
| Stagione | Competizione     | Fase                         | Avversario         | andata    | ritorno   | aggregato |
| -------- | ---------------- | ---------------------------- | ------------------ | --------- | --------- | --------- |
| 2003-04  | UEFA Women's Cup | fase a gironi, secondo turno | Umeå               | 0-15      | 0-15      | 0-15      |
| 2003-04  | UEFA Women's Cup |                              | Slavia Praga       | 0-3       | 0-3       | 0-3       |
| 2003-04  | UEFA Women's Cup |                              | Clujana            | 1-1       | 1-1       | 1-1       |
| 2004-05  | UEFA Women's Cup | fase a gironi, primo turno   | Athletic Bilbao    | 3-10      | 3-10      | 3-10      |
| 2004-05  | UEFA Women's Cup |                              | Clujana            | 0-3       | 0-3       | 0-3       |
| 2004-05  | UEFA Women's Cup |                              | Maccabi Holon      | 2-2       | 2-2       | 2-2       |
| 2006-07  | UEFA Women's Cup | fase a gironi, primo turno   | Neulengbach        | 1-5       | 1-5       | 1-5       |
| 2006-07  | UEFA Women's Cup |                              | 1º Dezembro        | 1-7       | 1-7       | 1-7       |
| 2006-07  | UEFA Women's Cup |                              | Breiðablik         | 0-7       | 0-7       | 0-7       |
| 2010-11  | Champions League | gironi di qualificazione     | Glasgow City       | 0-8       | 0-8       | 0-8       |
| 2010-11  | Champions League |                              | 2001 Duisburg      | 1-6       | 1-6       | 1-6       |
| 2010-11  | Champions League |                              | Slovan Bratislava  | 0-1       | 0-1       | 0-1       |
| 2011-12  | Champions League | gironi di qualificazione     | Babrujčanka        | 0-7       | 0-7       | 0-7       |
| 2011-12  | Champions League |                              | NSA Sofia          | 0-1       | 0-1       | 0-1       |
| 2011-12  | Champions League |                              | Osijek             | 1-5       | 1-5       | 1-5       |
| 2013-14  | Champions League | gironi di qualificazione     | Žytlobud-1 Charkiv | 0-5       | 0-5       | 0-5       |
| 2013-14  | Champions League |                              | MTK Hungária       | 0-2       | 0-2       | 0-2       |
| 2013-14  | Champions League |                              | Raheny United      | 1-2       | 1-2       | 1-2       |

## Rosa
| N. |                             | Ruolo | Calciatrice            |
| -- | --------------------------- | ----- | ---------------------- |
| 1  | Irlanda del Nord (bandiera) | P     | Angela Platt           |
| 2  | Irlanda (bandiera)          | D     | Chloe Archibald        |
| 3  | Irlanda del Nord (bandiera) | D     | Lisa Armour (capitano) |
| 4  | Irlanda del Nord (bandiera) | D     | Amy McGivern           |
| 5  | Irlanda del Nord (bandiera) | D     | Hannah Doherty         |
| 6  | Irlanda del Nord (bandiera) | C     | Heather Mearns         |
| 7  | Irlanda del Nord (bandiera) | A     | Jessica Doran          |
| 8  | Irlanda del Nord (bandiera) | C     | Danielle McDowell      |
| 9  | Irlanda del Nord (bandiera) | A     | Alison Smyth           |
| 10 | Irlanda del Nord (bandiera) | C     | Nadine McCorry-Murphy  |
| 11 | Irlanda del Nord (bandiera) | A     | Clare Carson           |

| N. |                             | Ruolo | Calciatrice         |
| -- | --------------------------- | ----- | ------------------- |
| 12 | Irlanda del Nord (bandiera) | D     | Jennifer McDade     |
| 14 | Irlanda del Nord (bandiera) | D     | Taylor Wright       |
| 15 | Irlanda del Nord (bandiera) | C     | Lynsey Patterson    |
| 16 | Irlanda del Nord (bandiera) | C     | Kelly Gallagher     |
| 17 | Irlanda del Nord (bandiera) | C     | Amy Burden          |
| 18 | Irlanda del Nord (bandiera) | D     | Stephanie Dickinson |
| 19 | Irlanda del Nord (bandiera) | A     | Annie Timoney       |
| 20 | Irlanda del Nord (bandiera) | D     | Sarah Booth         |
| 21 | Irlanda del Nord (bandiera) | P     | Sarah Lemon         |
| 23 | Irlanda del Nord (bandiera) | C     | Nicole Vance        |
| 26 | Stati Uniti (bandiera)      | C     | Erin Law            |

## Collegamenti estrani
- Sito ufficiale, su clubwebsite.co.uk.